# Tetragnatha trituberculata
Tetragnatha trituberculata là một loài nhện trong họ Tetragnathidae.
Loài này thuộc chi Tetragnatha. Tetragnatha trituberculata được miêu tả năm 1992 bởi Gillespie.